# 时令之环
《时令之环》（转写：[Ṛtusaṃhāra] 错误：{{Lang}}：语言标签：latn 无法识别（帮助）），又译《六季杂咏》，是梵语诗人迦梨陀娑流传下来的四部诗歌之一，用组诗的形式分六组描绘不同季节中的自然景物和男女欢爱。

## 内容
《时令之环》在印度诗歌理论中属于小诗（[khaṇḍakāvya] 错误：{{Lang}}：语言标签：latn 无法识别（帮助）），是一部专门描写六季自然与爱情的诗歌集，共144首；亦有收录较多的版本，可达158首。前三季中写自然的较多，后三季写男女恋情的较多。:5、6

### 夏季
第一章描写夏季（ग्रीष्म，[grīṣma] 错误：{{Lang}}：语言标签：latn 无法识别（帮助））。天气炎热，夜晚和池水招人喜爱，春日里激起的爱念和情思逐渐消退，自然界的动物因为酷暑而停止争斗，森林大火景象壮观。

 | [4] | 夏日已临 爱人！ 日头暴戾 月光熙怡 池水恒常可以入浴 此时黄昏隽永 烦想渐息[2]:3 |

### 雨季
第二章描写雨季（वर्षा，[varṣā] 错误：{{Lang}}：语言标签：latn 无法识别（帮助））。乌云、雷鸣、暴雨、湍流，草木生发，动物发情。雨季激发了恋人的情爱，也引起了游子和闺妇的思念。雨云令游子思念妻子的写法，与迦梨陀娑另一部诗歌《云使》的情调相合。

 | [5] | 云 泛着深碧的优钵罗花（英语：Nymphaea caerulea）叶般的光泽 或如细细研磨的黑石眼蜜的堆聚 或如怀孕妇人的乳晕 遍方所 布满天空[2]:63 |

### 秋季
第三章描写秋季（शरद्，[śarad] 错误：{{Lang}}：语言标签：latn 无法识别（帮助））。河水缓缓流动，池塘微波荡漾，稻谷低垂，风动花开，秋夜美好。

 | [6] | 粼粼跃鲤 是金带上的珠玉 恍如花环饰 列列白鹄 在岸边栖止 宽阔的洲渚 好似丰满的臀际 款款行 此时的河 仿佛含情的女子[2]:123 |

### 霜季
第四章描写霜季(又称寒季；，[hemanta] 错误：{{Lang}}：语言标签：latn 无法识别（帮助））。此时的印度，虽然霜雪初降，但仍有稻谷成熟、新芽绽放，人们的活动则转入室内，醉心于欢爱。

 | [7] | 花露的芬芳 齿颊间流溢 幽幽的气息 熏香了肢体 餍娱情味儿的人 拥颈同栖[2]:193 |

### 寒季
第五章描写寒季（又称冬季；，[śiśira] 错误：{{Lang}}：语言标签：latn 无法识别（帮助））。这一章与上一章类似，屋顶、凉风、寒夜不再让人欣喜，人们在室内纵情欢娱。

 | [8] | 嬉游女青春血气温暖的乳 这黄郁金汁抹饰的乳 贴紧爱人的胸脯 驱走严寒 给与妙触 他入眠[2]:227 |

### 春季
第六章描写春季（वसन्त，[vasanta] 错误：{{Lang}}：语言标签：latn 无法识别（帮助））。新芽吐翠，花木盛开，晓风和畅，鹃啼蜂鸣，男男女女春心荡漾。

 | [9] | 藏着爱人的娇容 少年的心 则能不被 鹦哥嘴色的甄叔迦烦扰 怎能不被 迦尼花的火焰灼烧 还有甜蜜的杜鹃的啼叫[2]:283 |

## 整理和翻译
英国语文学家威廉·琼斯曾对《时令之环》进行整理，并于1792年在加尔各答出版，乃是第一本以现代印刷方式发行的梵文书籍。:7
《时令之环》最早的欧洲语言译本是德国梵学家彼得·冯·波伦1804年发表的德语译本。汉译方面，郭沫若翻译过两首；黄宝生《梵语文学读本》中翻译了前三章；《迦梨陀娑〈时令之环〉汉藏译注与研究》则收录了罗鸿的汉语全译本（及拉先加的藏语全译本）。:7、8

## 仿作
后人曾对《时令之环》进行过一些仿作，如尼泊尔诗人莱克纳特·保德亚尔就有一部仿写的《时令之环》。

## 评价
《时令之环》中不乏一些印度风情的佳作，但总体的谋篇布局不够高妙，还存在部分乏味的重复，艺术性低于迦梨陀娑的其他诗作，文学价值略显单薄，因而被认为是诗人早期不够成熟的作品。但也有学者认为，这恰可以让人们更好地了解迦梨陀娑的创作历程。 :6